# Quebrada Punitaqui (vattendrag i Chile)
Quebrada Punitaqui är ett vattendrag i Chile.   Det ligger i regionen Región de Coquimbo, i den centrala delen av landet, 300 km norr om huvudstaden Santiago de Chile.
Omgivningarna runt Quebrada Punitaqui är i huvudsak ett öppet busklandskap. Runt Quebrada Punitaqui är det glesbefolkat, med 9 invånare per kvadratkilometer.